# Apple Silentype

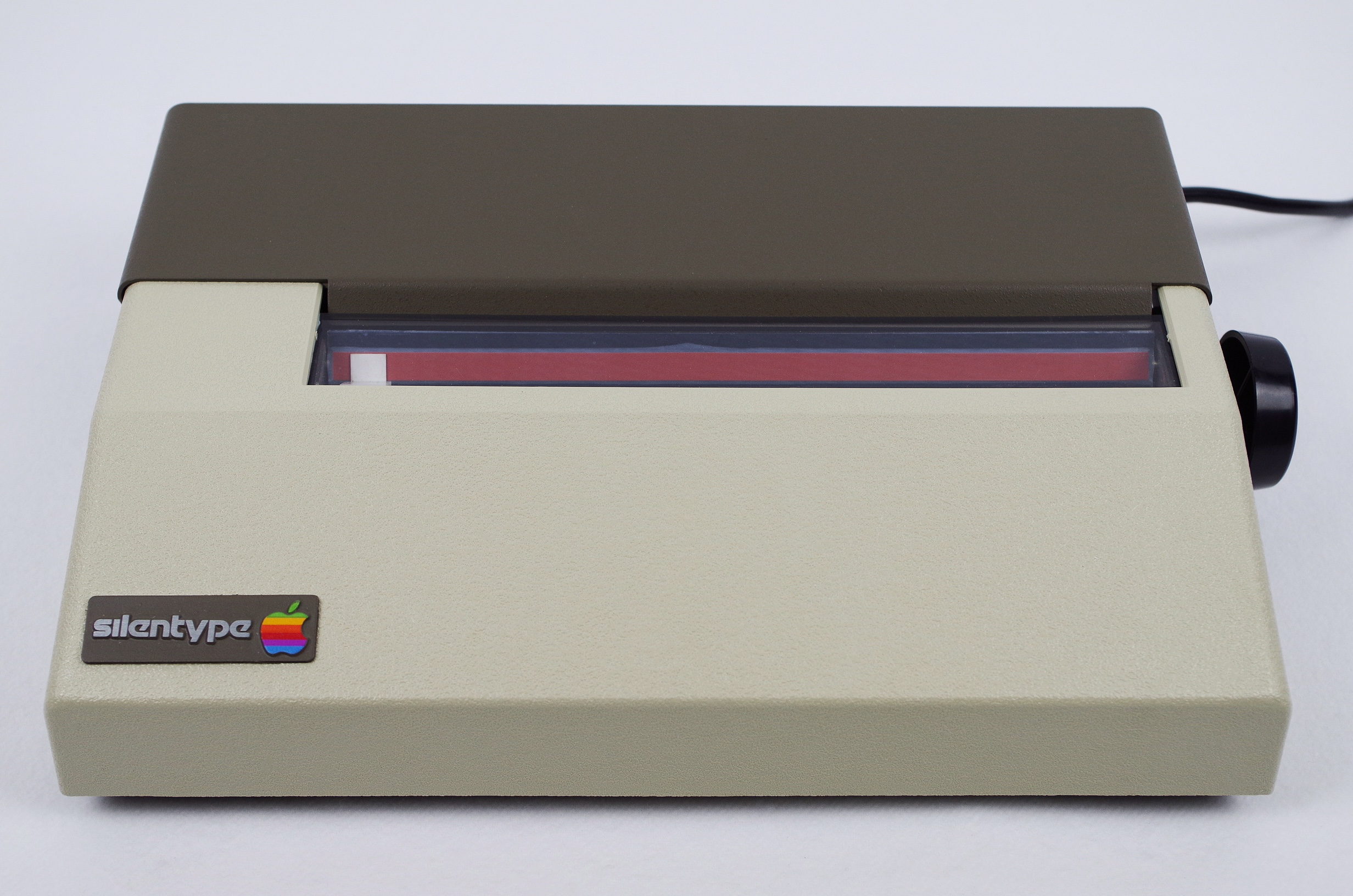
Apple Silentype

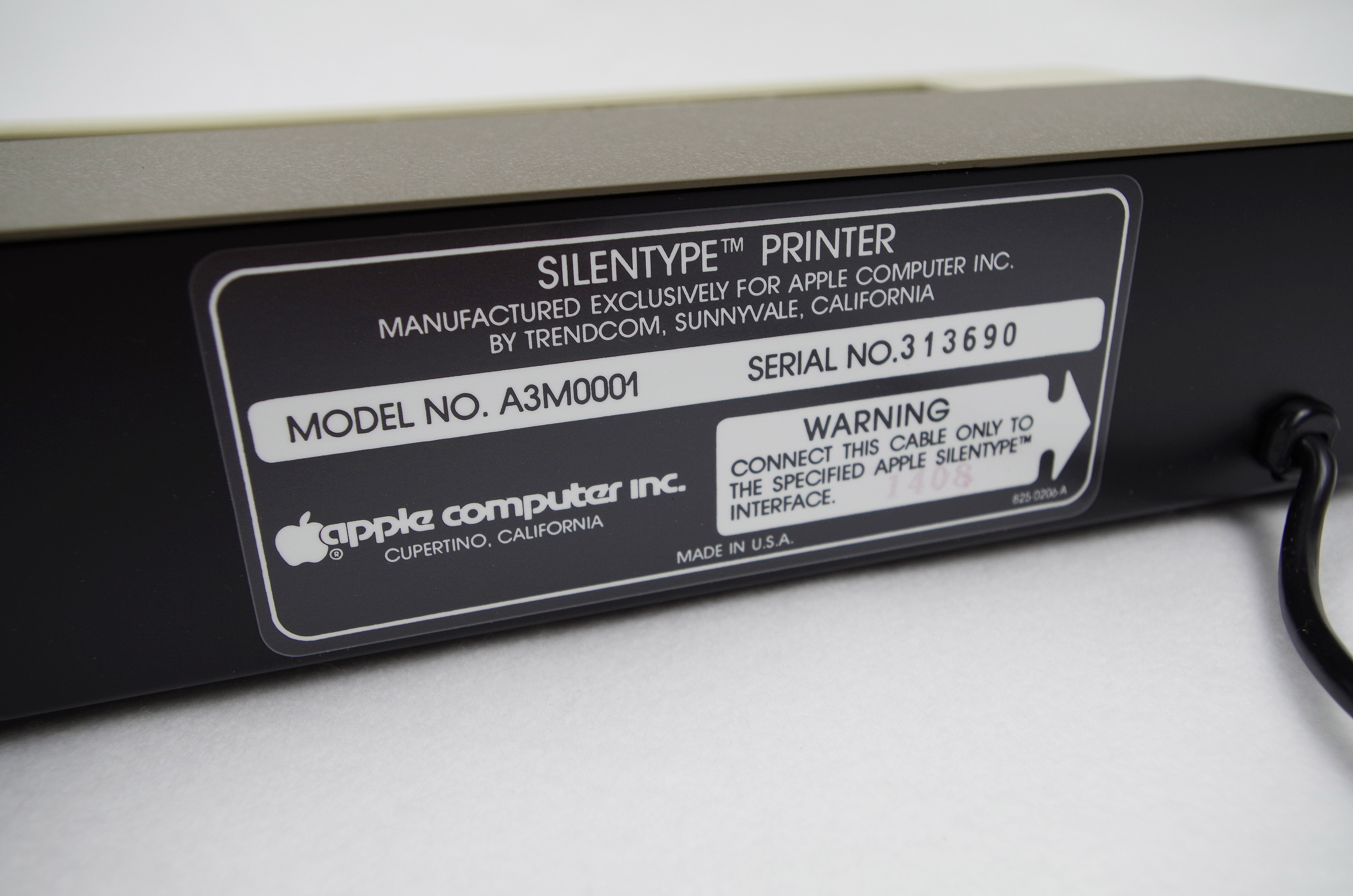
Rückseite des Apple Silentype (Gefertigt von TrendCom)

Der Apple Silentype ist der erste Drucker von Apple Computer, Inc., wurde im Jahr 1979 angekündigt und im März 1980 für 599 USD (nach heutiger Kaufkraft ca. 2.280 USD), kurz nach dem Apple II Plus, veröffentlicht. Die Firmware des Silentype wurde von Andy Hertzfeld geschrieben, der später auch den Macintosh mitentwickelt hat. Der Silentype ist ein Thermodrucker, der ein 8,5 Zoll (21,59 cm) breites Spezialpapier verwendet und 80 Zeichen pro Zeile ausgeben kann. Zudem war er auch kompatibel mit dem Apple III. Der Silentype-Drucker benötigt eine spezielle Interface-Karte oder einen Apple III mit integriertem Silentype-Port. Er ist mechanisch identisch mit TrendCom Modell 200, mit Ausnahme des Apple-Logo in der linken unteren Ecke der vorderen Abdeckung. Das interne Layout wurde von Apple komplett neu gestaltet. Dabei wurden die relativ teuren Mikroprozessoren und Speicherchips entfernt. 
Der Silentype war seinerzeit günstig im Vergleich zu anderen Druckern, die damals mehr als 1.000 USD kosteten, obwohl das Druckbild mit den damals verbreiteten Punktmatrixdruckern mithalten konnte. Außerdem gab es weitere Vorteile gegenüber anderen Druckern zu der Zeit, einschließlich des leisen Betriebes, der sehr kleinen Größe, der Druckgeschwindigkeit und Zuverlässigkeit. Diese Eigenschaften machten den Silentype besonders für den Einsatz in Gastgewerben attraktiv.